# Glock 36
Die Glock 36 ist eine Selbstladepistole im Kaliber .45 ACP im Formfaktor Sub-Compact oder auch „Slimline“. Durch ihre schmale Bauweise mit einreihigem Magazin verbindet die Glock 36 die Feuerkraft des .45-ACP-Kalibers mit kleiner Baugröße und guter Präzision. Besonders geeignet ist die Glock 36 als Fangschuss- und Selbstschutzwaffe für Jäger. Das Magazin der Glock 36 ist nicht kompatibel mit anderen Modellen der Glock-Reihe. Aktuelles Modell (seit 2016) ist die Generation 3, die mit einer Glock-Schiene zur Aufnahme von Zusatzgeräten unterhalb der Laufmündung ergänzt wurde.
Hersteller ist die österreichische Firma GLOCK Ges.m.b.H.